# La piccola Vera
La piccola Vera è un film del 1988 diretto da Vasilij Pičul.
Fu la prima pellicola ufficiale del cinema sovietico a contenere una scena di sesso.

## Riconoscimenti
- 1989 - European Film Awards
  - Miglior sceneggiatura